# OSEMINTI
OSEMINTI es un proyecto que están desarrollando los ministerios de defensa de España, Francia e Italia, denominado Infraestructura de inteligencia semántica operacional, desarrollado por la Agencia Europea de Defensa, CapTech IAP04 (acrónimo de “Information Acquisition & Processing” en el ámbito “CIS & Networks”). Su objetivo es conseguir diseñar y desplegar sistemas inteligentes, que tengan conocimiento y capacidad de aprender, para la gestión de situaciones complejas en tiempos adecuados.
Se apoya en la ley de retención de datos, que regula en Europa tanto la guarda de datos de las comunicaciones telefónicas y por Internet durante el plazo de dos años, como las órdenes judiciales para interceptar el contenido de llamadas o comunicación por Internet y la obligación de identificar a los compradores de las tarjetas prepago para teléfonos móviles (celulares). Es un sistema inteligente programado para aprender a medida que interactúa con las personas, de modo que no serán necesarios medios humanos para cotejar esa información que se genera. 
Francia es la encargada de liderar este proyecto, en el que España aporta 2.784.000 €, el 3% de su Presupuesto de Defensa entre el 2007 y el 2009, según autorización del Consejo de Ministros: acuerdo técnico B-0034-IAP04 ERG.
Se trata de una evolución del sistema de espionaje Carnivore, utilizado durante muchos años por el FBI, y cuyo problema es procesar la gran cantidad de datos que genera. OSEMINTI transformará la información de forma que sea entendida por las máquinas y unifique la procedente de diversas fuentes: "Es un tipo de reconocimiento semántico, no sólo de palabras sino de ideas", según Arturo Quirantes, profesor de la Universidad de Granada. 